# مشكنان (بزنجان)
مشكنان (بالفارسية: مشکنان) هي قرية تقع في إيران في قسم بزنجان الريفي. يقدر عدد سكانها بـ 106 نسمة بحسب إحصاء 2016.